# St. Sixtus (Hettstadt)

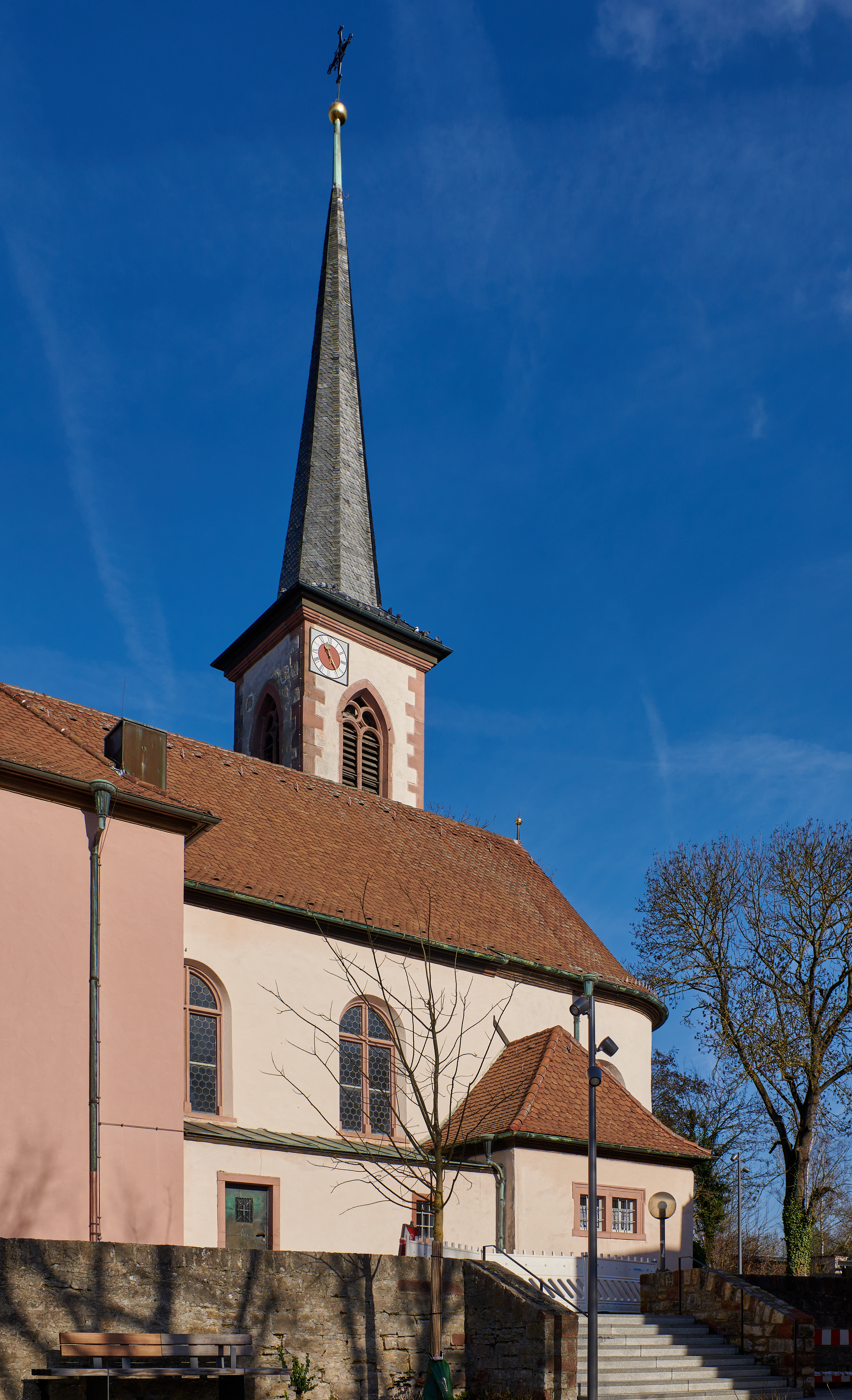
St. Sixtus in Hettstadt

Die römisch-katholische Pfarrkirche St. Sixtus steht in Hettstadt, einer Gemeinde im Landkreis Würzburg (Unterfranken, Bayern). Das Bauwerk ist unter der Denkmalnummer D-6-79-146-1 als Baudenkmal in der Bayerischen Denkmalliste eingetragen.
Die Pfarrei ist Teil der Pfarreiengemeinschaft St. Kilian Würzburg-West des Pastoralen Raums Würzburg links des Mains im Dekanat Würzburg, Bistum Würzburg.

## Geschichte
Der älteste erhaltene Teil der heutigen Kirche ist der viergeschossige Turm an der Nordseite des Chors, der 1598 unter Fürstbischof Julius Echter von Mespelbrunn errichtet wurde. Hiervon zeugen Inschriften an der Westseite des Turmuntergeschosses und der Südseite der Glockenstube. Im Jahr 1661 folgten der Bau des eingezogenen Chors und des flachgedeckten Langhauses. Eine erste Erweiterung des Langhauses in westlicher Richtung fand von 1727 bis 1728 statt, wobei die Grundsteinlegung am 19. November 1727 erfolgte.
Eine erneute umfassende Erweiterung erfuhr die Kirche 1933 unter Pfarrer Hermann Josef Meisenzahl. Nach den Plänen des Würzburger Architekten Eugen Altenhöfer wurde das Langhaus bis zu den beiden östlichen Fensterachsen abgerissen, um Platz für ein großes, rechteckiges Kirchenschiff mit Walmdach zu schaffen. Eine neue Portalvorhalle wurde an der Südseite errichtet. Über dem Hauptportal an der Westfassade befindet sich eine Kreuzigungsgruppe aus Muschelkalkstein, geschaffen 1933 von den Künstlern Heinrich Söller aus Schweinfurt und Adolf Friedrich aus Würzburg. Der erste Spatenstich zu diesem Umbau erfolgte am 3. Mai 1933, die Grundsteinlegung am 5. Juni 1933. Die Weihe der erweiterten Kirche nahm Bischof Matthias Ehrenfried am 8. Oktober 1933 vor.
1973 wurde der Innenraum erneuert, gefolgt von einer Außenrenovierung im Jahr 1982. Im Jahr 1989 wurde das Kirchenschiff, das 1933 angebaut worden war, unter der Leitung des bischöflichen Bauamts barockisiert. 1998 erfolgte zudem eine Sockel- und Dachsanierung.

## Ausstattung

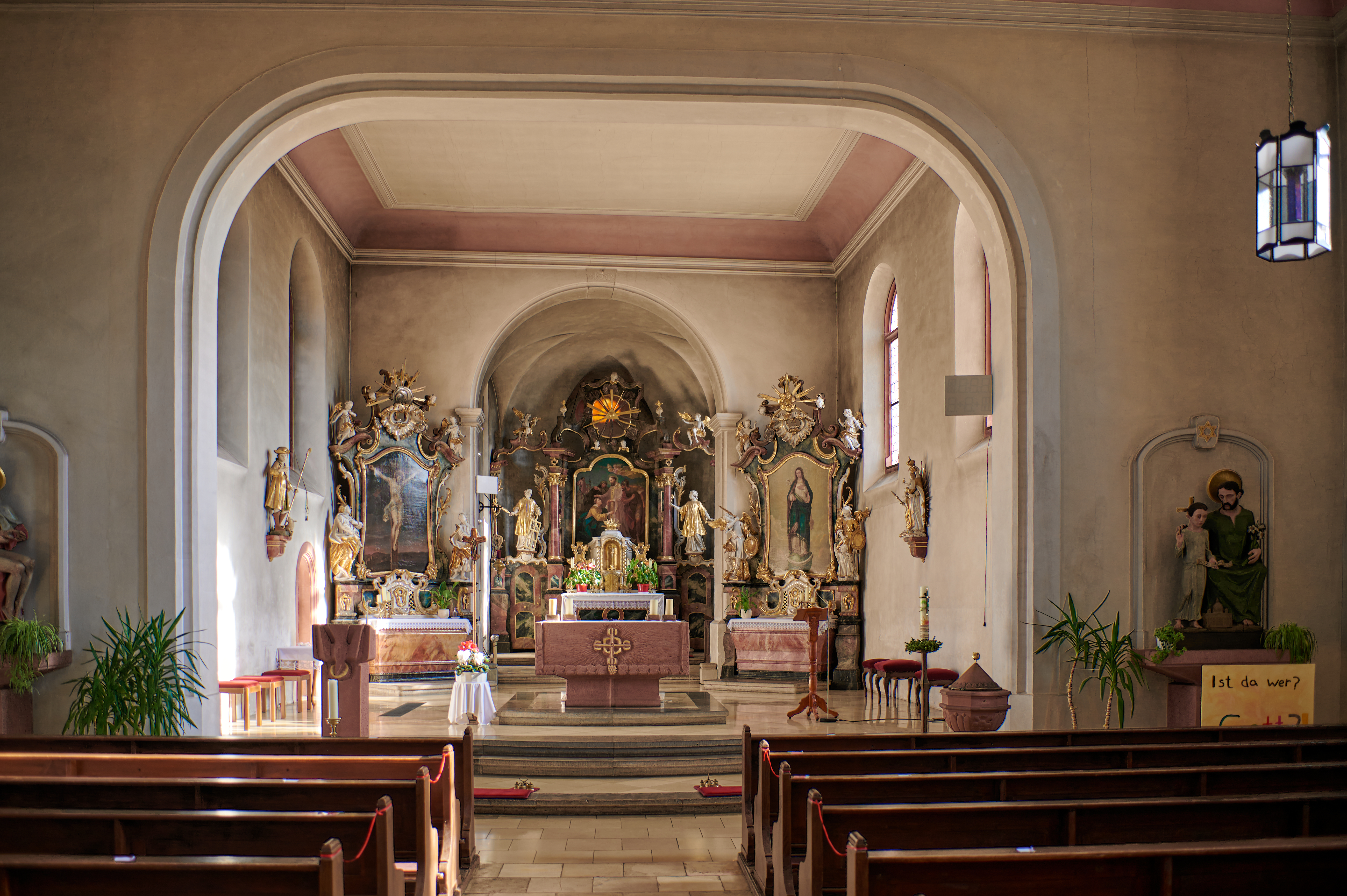
Chor und Seitenaltäre

Der Hochaltar wurde von Georg Schäfer aus Karlstadt in den Jahren 1778–79 geschaffen. Er besitzt einen zweisäuligen Aufbau mit seitlichen Durchgängen. Der Tabernakelaufbau enthält seitliche Reliquienschreine und wird durch eine Bekrönung mit dem Lamm Gottes auf dem Buch mit den sieben Siegeln abgeschlossen. Das Altarblatt zeigt eine Darstellung des heiligen Sixtus und des heiligen Laurentius und wurde 1781 angefertigt. Über den Durchgängen sind Figuren des heiligen Stephanus (rechts) und des heiligen Laurentius (links) platziert. Im Altarauszug befindet sich das Auge Gottes, flankiert von Engeln.
An der nördlichen Chorwand ist eine Ewig-Licht-Ampel aus dem 19. Jahrhundert angebracht. Auf der gegenüberliegenden Seite des Chors befindet sich eine Sakramentsnische aus Sandstein aus dem 15./16. Jahrhundert.
Zwei über Eck gestellte Seitenaltäre finden sich im Chor an der Stirnseite des alten Langhausteils von 1661. Die mit Rokokomuschelwerk geschmückten Seitenaltäre wurden von einem Bildhauer aus Karlstadt im Jahr 1768 geschaffen. 1774 erfolgte eine Erhöhung der beiden Altäre, die Fassung wurde 1774–75 von Michael Friedel aus Würzburg ausgeführt.
Der Volksaltar und der Ambo bestehen aus Rotsandstein und wurden von Willi Grimm aus Kleinrinderfeld gefertigt. Die Altarkonsekration, zu Ehren des heiligen Sixtus, erfolgte am 18. Oktober 1974 durch Weihbischof Alfons Kempf. Bei der Zeremonie wurden Reliquien der Märtyrer Justinus und Agnes, des seligen Liborius Wagner sowie des heiligen Bischofs Burkard geweiht.
Zwei weitere Seitenaltäre im Kirchenschiff, ebenfalls von Grimm geschaffen, enthalten auf der nördlichen Seite eine Pietà, vermutlich aus dem Anfang des 20. Jahrhunderts, und auf der südlichen Seite eine Figur des heiligen Josef mit dem Jesusknaben aus Kunststein, gefertigt 1937 von Adolf Friedrich. Neben diesem Altar befindet sich ein Taufbecken aus Rotsandstein aus dem 17. Jahrhundert.
Die Kanzel stammt von einem Schreiner aus Heidingsfeld und wurde 1774 gefertigt und wie die Altre im Jahr darauf von Michael Friedel gefasst. Die Kanzel zeigt am Korpus sitzende Figuren der vier Evangelisten, unter dem Schalldeckel die Heiliggeisttaube und als Bekrönung die Figur des guten Hirten.
Weitere Figuren im Kirchenraum sind Darstellungen des heiligen Sixtus, des heiligen Wendelin und der Muttergottes aus dem 18. Jahrhundert sowie ein Bildnis der heiligen Elisabeth aus dem 20. Jahrhundert und des heiligen Franziskus von 1935. Unter der Empore findet sich eine Büste von Maria Hilf aus dem Jahr 1702.
Die 14 Kreuzwegstationen an der Südwand des Kirchenschiffes wurden 1937 von Alois Bergmann-Franken aus Aschaffenburg gemalt.
Eine Prozessionsstangen von 1939 enthält gemalte Darstellung des heiligen Sixtus bzw. Maria Hilf, geschaffen von Hans Klein aus Würzburg. Eine weitere Wallfahrtsstange aus dem Ende 18. Jahrhundert zeigt das Walldürner Blutbild.
Die Kirche enthält zwei Beichtstühle, die mit Putten sowie Büsten des heiligen Petrus und der heiligen Maria Magdalena versehen sind. Diese werden dem Künstler Nikolaus Fambach aus Erlenbach am Main zugeschrieben und stammen aus der Zeit von 1779–80.

## Orgel
Die erste bekannte Orgel der Pfarrkirche St. Sixtus wurde 1714 erbaut. Im Jahr 1941 wurde eine Orgel mit 21 Registern der Firma Willibald Siemann aus München installiert. Dieses Instrument war zuvor als Übungsorgel im Kilianeum in Würzburg verwendet worden und wurde 1935 unter Pfarrer August Wörner erworben. Im Jahr 2008 wurde die Orgel der profanierten Immina-Gedächtniskirche in Himmelstadt erworben. Der Einbau in die Pfarrkirche St. Sixtus erfolgte im Herbst 2009 und wurde so durchgeführt, dass der unter Denkmalschutz stehende Orgelprospekt erhalten blieb.

## Glocken
Im schlanken Kirchturm von 1598 hängen heute drei Glocken. Die große Herz-Jesu-Glocke wurde 1952 als Ersatz für die 1942 abgenommene und vermutlich zur Kriegswaffenproduktion eingeschmolzene Glocke von 1838 gegossen. Die mittlere Christusglocke, die 1494 entstanden ist, wurde ebenfalls 1942 abgenommen, aber in Holstein wiedergefunden und 1947 zurückgebracht. Die kleine Sixtusglocke stammt aus dem Jahr 1831.
| Nr. | Name             | Umschrift                                                                                             | Schmuck | Gussjahr | Gießer                     | Durchmesser (cm) | Gewicht (kg) | Schlagton |
| --- | ---------------- | --- | --- | -------- | -------------------------- | ---------------- | ------------ | --------- |
| 1   | Herz-Jesu-Glocke | A PESTE, FAME ET BELLO LIBERA NOS DOMINE („Von Seuche, Hunger und Krieg, Herr, befreie uns“)          | Medaillon mit Darstellung des Heiligsten Herzens Jesu                                                       | 1952     | Karl Czudnochowsky, Erding | 108              | 600          | ges1      |
| 2   | Christusglocke   | VOX EGO SVM VITAE CHRISTVM LAVDARE VENITE („Ich bin die Stimme des Lebens; kommt, Christus zu loben“) | Maßwerkfries mit sich überkreuzenden Halbbögen an einem Doppelstegband                                      | 1494     | Hans Zeitlos, Schweinfurt  | 81               | 340          | b1        |
| 3   | Sixtusglocke     | IN HONOREM S SIXTI („Zur Ehre des heiligen Sixtus“)                                                   | Festonfries mit Fruchtgehängen und seitlichen Füllhörnern, Kreuze, Relief des hl. Sixtus, Kreuzigungsgruppe | 1831     | G.P. Jaeger, Würzburg      | 73               | 235          | des2      |